# Rhantus cicurius
Rhantus cicurius är en skalbaggsart som först beskrevs av Fabricius 1787.  Rhantus cicurius ingår i släktet Rhantus och familjen dykare. Inga underarter finns listade i Catalogue of Life.